# Batalla del cabo de Palos (1617)
La batalla del cabo de Palos fue un enfrentamiento naval librado en agosto de 1617 entre una flota española y una escuadra de la Regencia de Argel frente al cabo de Palos, en el sureste de la península ibérica. La flota española, que se dirigía a Nápoles en misión de transporte de tropas y suministros, fue interceptada por una fuerza berberisca muy superior, y el combate resultó en una clara victoria argelina, con importantes pérdidas humanas y materiales para la Monarquía Hispánica.

## Antecedentes
Cartagena era un puerto clave para la Monarquía Hispánica debido a su papel estratégico como punto de partida para las expediciones hacia los territorios españoles en el Mezzogiorno. En 1617, ante la necesidad de reforzar las tropas destinadas en el Reino de Nápoles, se organizó un convoy para transportar allí a 1857 reclutas. Con este objetivo, se reunió una flota compuesta por embarcaciones de diversas procedencias: cinco naves flamencas, una francesa y una napolitana, así como otros buques alquilados a propietarios particulares.

## La batalla
El convoy partió del puerto de Cartagena con condiciones de viento desfavorables. El 4 de agosto, al llegar a las inmediaciones del cabo de Palos, la flota española fue sorprendida por una escuadra argelina compuesta por 16 embarcaciones al mando de Sulayman Reis y Mustapha Reis, corsarios al servicio de la Regencia de Argel. Según coinciden las distintas versiones conocidas de los hechos, el combate se inició con un ataque de la nave capitana hispana al mando de Lázaro de Eguiguren, comandante de la expedición. No obstante, el resto de los buques españoles vacilaron en entrar en combate, lo que permitió a las fuerzas argelinas imponer su superioridad numérica. Tras una lucha encarnizada, en la que los españoles ofrecieron una tenaz resistencia, Eguiguren logró reagrupar a los barcos restantes y retirarse hacia Cartagena.
Durante el enfrentamiento España perdió dos naves, la Neptuno y El perro del agua, además de sufrir 715 bajas entre muertos y capturados. Numerosos heridos fallecieron posteriormente a causa de sus heridas, reduciendo el número de supervivientes a unos 700 hombres.

## Consecuencias
Una vez de vuelta en Cartagena, se generó una discusión sobre las responsabilidades de la derrota: el comandante Eguiguren culpó a los oficiales reales por la deficiente preparación de las naves, mientras que estos responsabilizaron a su liderazgo. El corregidor fue acusado de no haber prestado el auxilio necesario, y los capitanes de las embarcaciones fueron también objeto de críticas. La derrota provocó gran preocupación en España respecto al envío de nuevas expediciones y la defensa costera. En abril de 1618 fue avistada una gran flota corsaria frente a la costa levantina, lo cual llevó a la adopción de medidas defensivas en Cartagena que se mantuvieron hasta diciembre de ese mismo año.
La victoria en el cabo de Palos consolidó el prestigio de Mustapha Reis, mientras que Sulayman alcanzó el punto más álgido de su carrera cuando fue ascendido a almirante de la taifa de los rais en septiembre de 1617, si bien fue destituido en octubre.